# Andriej Bogdanow (polityk)
Andriej Władimirowicz Bogdanow (ros. Андрей Владимирович Богданов; ur. 31 stycznia 1970 w Możajsku) – rosyjski polityk, lider Demokratycznej Partii Rosji, kandydat w wyborach prezydenckich 2008 roku.
Bogdanow rozpoczął swoją karierę polityczną w 1990 roku, gdy wstąpił do Demokratycznej Partii Rosji.
Władimir Putin powiedział o nim, że jest młodym ambitnym człowiekiem o postępowych wizjach.
Należy do wolnomularstwa, a 30 czerwca 2007 roku został Wielkim Mistrzem Loży Rosji.
W wyborach prezydenckich 2008 roku uzyskał najgorszy wynik spośród 4 kandydatów - 1,30% (968344 głosów).